# ヘミアミナール

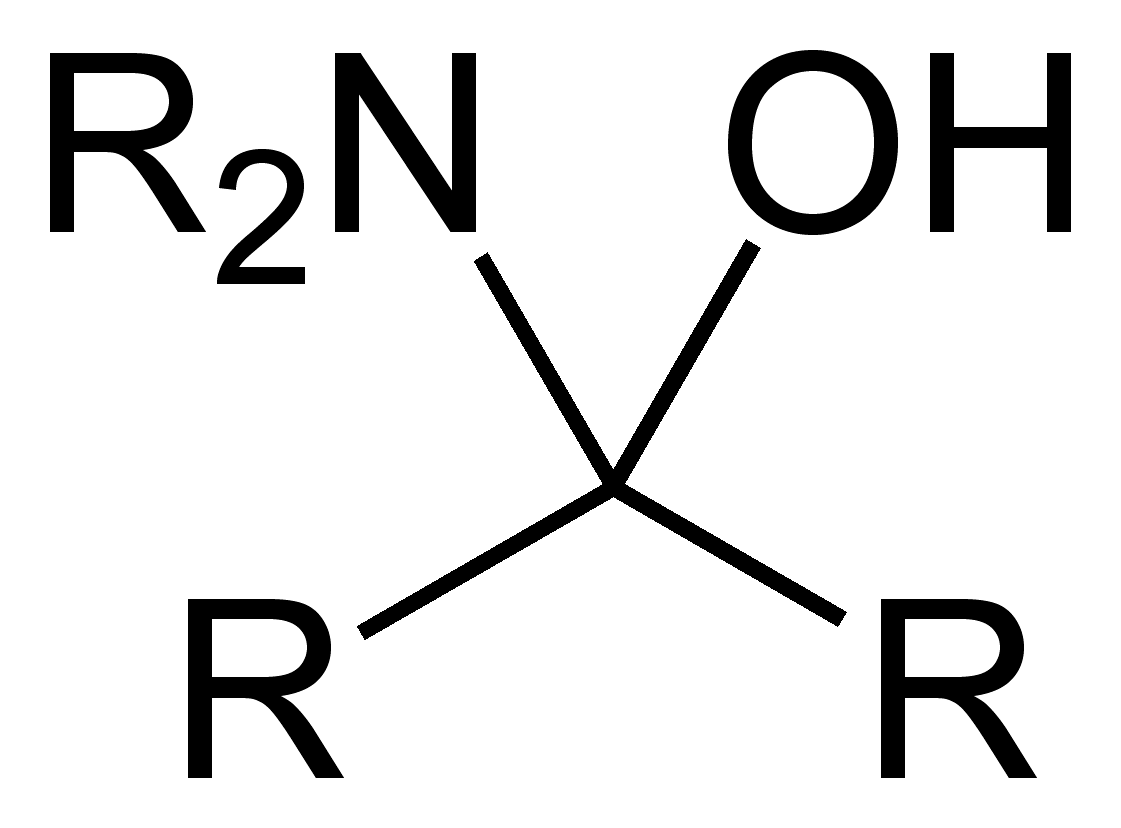
ヘミアミナールの一般構造式

ヘミアミナール (hemiaminal) とは、有機化合物のアルコールのうち、ヒドロキシ基が結合している炭素上にアミノ基も存在している化合物群のこと。α-アミノアルコール。カルビノールアミンとも。アルデヒドあるいはケトンに、アミンを脱水縮合させてイミンを得る反応などにおいて反応中間体として生成する。

## 反応
アルデヒドあるいはケトンに1級あるいは2級アミンを作用させると、アミンの窒素がカルボニル炭素へ求核的に付加してヘミアミナールを生じる。ただしヘミアミナールは通常不安定であり、以下のような経路をたどる。
1. 付加の逆反応によりカルボニル化合物とアミンに戻る。
2. アミンが1級だった場合、ヒドロキシ基が窒素上の水素とともに水として脱離し、イミンに変わる。
3. アミンが2級かつヘミアミナール炭素の隣の炭素が水素を持っていた場合、その水素とヒドロキシ基が水として脱離し、エナミンに変わる。
4. ヒドロキシ基とともに脱離する水素がない場合、ヒドロキシ基がアミノ基に置き換わってアミナール（gem-ジアミン）となる。

脱水反応は可逆であるため、イミン化やエナミン化を行ききらせるためにはディーン・スターク装置や脱水剤などを利用する。

## ヘミアミナールエーテル
ヘミアミナールの酸素上が有機基で置換されているエーテル R
2C(OR')NR''2 (R' ≠ H) を ヘミアミナールエーテル と呼ぶ。α-アミノエーテル。この化合物群を「アミナール」と呼ぶ用例もあるが、アミナールは gem-ジアミンを表す呼称でもあり IUPAC では使用を推奨していない (discouraged)。